# Хети I (номарх Сиута)
Хети I — номарх XIII септа (нома) Верхнего Египта с центром в Сиуте в XXII в. до н.э., современник царя Хети IV.
Надписи из гробницы номарха Хети I рассказывают о его управленческих достижениях (сооружение большого оросительного канала, прощение недоимок и снабжение хлебом всего населения нома в голодные годы), свидетельствующих о наличии в его распоряжении больших экономических ресурсов. Это позволило Хети I содержать внушительные сухопутные войска и речной флот на Ниле: «Я был силен своим луком и могуч своим мечом, внушая великий ужас своим соседям. Я составил отряд воинов, ... в качестве командира Среднего Египта. Я обладал хорошими кораблями... [будучи] любимцем царя, когда он плыл вверх по реке». Благодаря этому Хети I и его ближайшие преемники стали важнейшей военно-политической опорой гераклеопольских царей. Надписи Хети I гласят о почестях, оказанных ему гераклеопольским царем: «Я был любимцем царя, доверенным его князей, его вельмож Среднего Египта. Он поставил меня правителем, когда я был ребенком ростом в один локоть... Он приказал меня научить плавать вместе с царскими детьми... Сиут был доволен моим управлением, а Гераклеополь восхвалял бога за меня. Средний Египет и Северная страна (Дельта) говорили: «Это воспитание царя».